# ستيف سوتون
ستيف سوتون (بالإنجليزية: Steve Sutton) (16 أبريل 1961 في المملكة المتحدة - ) هو لاعب كرة قدم بريطاني في مركز حراسة المرمى. لعب مع برمنغهام سيتي وديربي كاونتي وكوفنتري سيتي ونادي ريدنغ ونادي لوتون تاون ونوتس كاونتي ونوتينغهام فورست وغرانتهام تاون ‏ ونادي مانسفيلد تاون.

## وصلات خارجية
- ستيف سوتون على موقع قاعدة بيانات كرة القدم.إي يو (الإنجليزية)
- ستيف سوتون على موقع Soccerbase.com (لاعب) (الإنجليزية)